# Renúncia (álbum de Shirley Carvalhaes)
Renúncia é o nono álbum de estúdio da cantora brasileira Shirley Carvalhaes, lançado 
no final de 1984 pela gravadora Rocha Eterna.
Do repertório destaca-se a faixa-título, "A Árvore da Cruz" e "Ditosa Cidade".
Posteriormente foi relançado pela gravadora Glory Records.
Em 2019, foi eleito o 65º melhor álbum da década de 1980 em lista publicada pelo portal Super Gospel.

## Faixas
1. A Árvore da Cruz (João Chalegre)
2. Felicidade é... (João Chalegre)
3. Renúncia (Mário Fernando)
4. Vem Santo Espírito (Paulo Silva)
5. Dai Glória a Deus (Jorge Aguiar)
6. Ditosa Cidade (Misael Nascimento)
7. Até Sião (Mário Fernando)
8. Momentos (Samuel Ácimo)
9. Canaã (Mário Fernando)
10. Salmo 1° (Átila Júnior)
11. Oração (Fátima Maia)

## Ficha Técnica
- Vocal: Conjunto Rocha Eterna
- Estúdio de Gravação: COMEVI
- Arranjos: Alírio Mizael
- Arte: Studio de Arte Mester Ltda
- Fotolito: Mastercolor
- Direção Geral: Eli Nascimento de Almeida